# ブラヒミ報告
ブラヒミ報告（ぶらひみほうこく、Brahimi Report ）は、国際連合に設置された国連平和活動検討パネルが、2000年8月17日、平和維持活動 (PKO) のあり方について提案を行った報告である。アルジェリアのラフダール・ブラヒミ前外相が議長を務めたことから、ブラヒミ報告と呼ばれる。

## 概要
1990年代には、コフィー・アナン事務総長の提言を受けて、PKOに、従来の停戦監視や戦後復興だけでなく、武力で積極的に武装解除を行うという任務が与えられた。1993 - 1995年の第二次国連ソマリア活動 (UNOSOM II)、1992 - 1995年に旧ユーゴスラビアに展開した国連保護軍 (UNPROFOR)、1993 - 1996年の国連ルワンダ支援団 (UNAMIR) がこうした任務に当たったが、必要な兵力・予算が与えられなかったことなどから、実効的に活動することができなかった。
そこで、アナン事務総長が、2000年3月7日、国連の平和・安全保障活動の見直しを行うための国連平和活動検討パネルを招集した。ブラヒミ議長のほか、世界各国から有識者としてJ・ブライアン・アトウッド（アメリカ）、コリン・ダランダーソン（トリニダード・トバゴ）、アン・ハーカス（ニュージーランド）、リチャード・モンク（英国）、クラウス・ナウマン（ドイツ）、志村尚子（日本）、ウラジミール・シュストフ（ロシア）、フィリップ・ジバンダ（ジンバブエ）、コルネリオ・ソンマルガ（スイス）が参加した。同パネルは、審議の結果、同年8月17日、報告書をアナン事務総長に提出した。
ブラヒミ報告では、国連の平和活動を、(1)紛争予防と平和創造、(2)平和維持、(3)平和構築に分けた上、それぞれの分野での改革の必要性を訴えている。